# Dieter Schwarz
Dieter Schwarz (ur. 24 września 1939 w Heilbronn) – niemiecki przedsiębiorca w branży handlu detalicznego, twórca i długoletni właściciel sieci sklepów „Lidl” i „Kaufland”, jeden ze 100 najbogatszych ludzi świata (2022) i najbogatszy Niemiec (2019).

## Życiorys
Urodził się w Heilbronn w 1939 jako syn Josefa Schwarza, współwłaściciela hurtowni owoców egzotycznych Lidl & Schwarz KG w tymże mieście, która wkrótce zaczęła handel hurtowy także innymi towarami żywnościowymi. W 1960 rozpoczął pracę w firmie ojca. Odkupił prawo do użycia nazwiska Lidl nie od dawnego wspólnika ojca, który odszedł ze spółki w 1951, tylko od innej osoby o tym samym nazwisku, płacąc za to 1000 marek. Dzięki temu mógł w 1973 otworzyć pierwszy sklep dyskontowy pod marką „Lidl” w Ludwigshafen, co było początkiem tworzenia sieci handlowej, dla której pierwowzorem była spółka „Aldi”. Nie zdecydował się na użycie własnego nazwiska z powodu zagrożenia skojarzeniem z terminem Schwarzmarkt, oznaczającym po niemiecku czarny rynek. W 1977 zmarł Schwarz senior i odtąd Dieter jednoosobowo kierował rodzinnym przedsiębiorstwem przy pomocy Klausa Gehriga, który przeszedł w 1976 z Aldi i z którym stworzyli doskonały duet zarządczy. W 1983 otwarto pierwszy sklep, należącej również do niego, sieci supermarketów „Kaufland”. Oba przedsiębiorstwa rozwijały się dynamicznie, początkowo w Niemczech, a z czasem w kolejnych krajach świata.

Struktura własnościowa przedsiębiorstw Dietera Schwarza

W 1999 Dieter Schwarz, odchodząc od aktywnego codziennego zarządzania swoim przedsiębiorstwem, dokonał jego restrukturyzacji. 99,9% jego udziału w spółkach przeszło do nowo utworzonej Dieter Schwarz Stiftung gGmbH, która jest organizacją pożytku publicznego o formie spółki z ograniczoną odpowiedzialnością, co w niemieckim systemie prawnym nadaje jej status non-profit, a co za tym idzie – wyłączenie z opodatkowania. Jednocześnie prawo głosu w sprawach spółek przeszło w ręce spółki komandytowej Schwarz Unternehmenstreuhand KG. Zdaniem ekspertów taka struktura prawna z rozdzieleniem uprawnień zarządczych od majątku, jak też użycie formy spółki (gGmbH) bywa formą zabezpieczenia przed wrogim przejęciem i sprzedażą przez członków rodziny po śmierci założyciela. Bloomberg zwrócił uwagę, że w latach 2008–2010 na dobroczynne cele przekazano bardzo niewielką kwotę w porównaniu do majątku spółki, co wywoływało krytyczne oceny.
Schwarz nadal zachował kontrolę nad grupą za sprawą zasiadającego w radach pełnomocnika Hermanna-Josefa Hoffmanna. Ta sama osoba kontroluje także Dieter Schwarz TV-Vermögensverwaltung GmbH, spółkę powołaną do wykonania testamentu Dietera Schwarza i uprawnioną do podjęcia działalności z chwilą jego śmierci.

## Majątek
W 2019 jego majątek był szacowany na około 42,5 miliarda euro, co czyniło go najbogatszym Niemcem, z majątkiem ponad dwukrotnie większym od następnego na liście spadkobiercy Theo Albrechta, właściciela sieci Aldi Nord. W 2022 na liście Forbes był wymieniany z majątkiem 47,1 miliarda dolarów na 28. miejscu listy najbogatszych ludzi świata.

## Życie prywatne
Dieter Schwarz jest żonaty z Franziską Schwarz z domu Weipert; małżonkowie mają dwie dorosłe córki. Należy do ewangelikalnej wspólnoty protestanckiej. Dieter Schwarz jest osobą bardzo dbającą o swoją prywatność, do tego stopnia, że publicznie znanych jest tylko kilka zdjęć go przedstawiających. Nie udziela wywiadów prasie lub mediom, nie występuje publicznie i bliższe informacje o życiu prywatnym jego lub rodziny nie są dostępne. Jest honorowym obywatelem rodzinnego Heilbronn od 2007.